# Aleksander Borisovič Givental
Aleksander Borisovič Givental ali Alexander Givental (rusko Александр Борисович Гивенталь), rusko-ameriški matematik, * 27. april 1958, Moskva, Sovjetska zveza (sedaj Rusija).
Giventalovo raziskovalno področje obsega simplektično topologijo, teorijo singularnosti in njune povezave s topološkim teorijam strun. Doktoriral je leta 1987 na Državni univerzi v Moskvi pod Arnoldovim mentorstvom.
Dokazal je domnevo o zrcaljenju za svitkovne Calabi-Yaujeve mnogoterosti, še posebej za peto stopnjo. Trenutno je profesor matematike na Oddelku za matematiko Univerze Kalifornije v Berkeleyju.